# Canal de l'Amstel au Drecht
Le Canal de l'Amstel au Drecht (en néerlandais, Amstel-Drechtkanaal) est un canal des Pays-Bas, situé dans les provinces de Hollande-Méridionale et Hollande-Septentrionale.

## Description
Ce canal correspond à l'ancien cours supérieur de l'Amstel, fortement modifié et difficilement reconnaissable. Il relie le carrefour des rivières Drecht et Kromme Mijdrecht et du Canal de l'Aar, situé près de Nieuwveen, à Ouderkerk aan de Amstel. À partir du confluent avec le Bullewijk, nous retrouvons l'Amstel.
Le canal est long de 18,5 km. Il traverse le village d'Amstelhoek.